# Даревський Ілля Сергійович
Даревський Ілля Сергійович (* 18 грудня 1924 — † 8 серпня 2009) —  провідний герпетолог Росії, член-кореспондент РАН.
Наукові інтереси: порівняльна зоологія, загальна герпетологія, систематика, фауністика, питання видоутворення, морфологія, охорона земноводних тощо.

## Біографія
Народився в Києві. З дитинства цікавився амфібіями та рептиліями. Був активним учасником зоологічних гуртків Києва, як при зоопарку, так і кафедрі зоології Київського університету та Зоологічного музею УАН. Спогади українського періоду життя разом із численними деталями про зустрічі і співпрацю з відомими українськими зоологами довоєнного часу докладно висвітлено в автобіографічній статті дослідника, опубліковані в Трудах ЗІН .
Згодом ленінградський герпетолог Сергій Чернов взяв його з собою до Ленінграда. Під час Другої світової війни воював на боці комуністів, отримав нагороди зокрема Орден Червоної Зірки. В 1953 закінчив біолого-ґрунтовий факультет Московського державного університету. З 1967 доктор біологічних наук. В 1978 З 1987 член-кореспондент відділення Загальної біології по спеціалізації зоологія Російської академії наук.

## Спадок
- В 1957 відкрив партеногенез у хордових. Будучи в експедиції на Кавказі, відкрив що скелясті ящірки розмножуються без участі самців, шляхом партеногенезу.
- Більше 200-ти наукових праць та монографій.
- Першовідкривач 9 видів ящірок.